# 耐火建築促進法
耐火建築促進法（たいかけんちくそくしんほう、昭和27年5月31日法律第160号）は、街路と耐火建築物を組み合わせた防火建築帯を造成し延焼抑止帯となる都市の防火帯を形成を図るための法律である。
防災建築街区造成法の成立を受けて同法に引き継がれた。両法に基づく防火建築物は、被災地の復興の他、商業空間や居住空間の整備、近代的街並みの形成等にもつながることから多くの都市で事業実施に至った。また、防災建築街区造成法は都市再開発法に引き継がれて今日に至っている。都市再開発法に基づく市街地再開発事業も多くの都市で事業実施されている。

## 法の目的等
○ 耐火建築促進法（昭和二十七年五月三十一日法律第百六十号）
（目的）
第一条　この法律は、都市における耐火建築物の建築を促進し、防火建築帯の造成を図り、火災その他の災害の防止、土地の合理的利用の増進及び木材の消費の節約に資し、もつて公共の福祉に寄与することを目的とする。
（防火建築帯造成の原則）
第二条　防火建築帯は、都市の枢要地帯にあつて、地上階数三以上の耐火建築物が帯状に建築された防火帯となるように造成されなければならない。
（中略）
　（補助金の交付）
第六条　国は、防火建築帯の区域内において、地方公共団体が前条の規定により耐火建築物を建築する建築主に対して補助金を交付する場合又は当該地方公共団体が自らこれを建築する場合において、当該耐火建築物の建設大臣が指定する部分が、地上階数三以上のもの若しくは高さ十一メートル以上のもの又は基礎及び主要構造部を地上第三階以上の部分の増築を予定した構造とした二階建のものであるときは、当該耐火建築物の地上階数四以下及び地下第一階以上の部分について、当該地方公共団体に対して、その費用につき、予算の範囲内において、補助金を交付することができる。
２　建設大臣は、前項の規定により耐火建築物の部分を指定したときは、これを官報で告示しなければならない。

（以下、略）

## 防火建築帯造成事業
国が道路沿道に帯状の防火建築帯を指定し、地上3階建て以上の耐火建築物を建てて防火建築帯を整備する事業である。ただし、法第6条第1項にあるとおり「地上第三階以上の部分の増築を予定した構造とした二階建のもの」についても補助対象として認めている。

### 実績
昭和27年度以降35年までの9か年度において、91都市で延長640キロメートルの防火建築帯が指定され、国庫補助約11億円（1,073,852千円）を投じて約39キロメートル（38.88キロメートル）、補助対象床面積640,998平方メートルの防火帯が造成された。。

### 補助率
防火建築帯の区域内に耐火建築物を建てる者に対して、耐火建築物と木造建築物との標準建築費の差額の1/2（災害による場合は火災発生の日から1年間に限り2/3）を補助
高率補助の適用例鳥取市（鳥取大火（1952年）同年から高率補助適用）、大館市（大館大火（1953年、1955年、1956年）、1957年から高率補助適用）、新潟市（新潟大火 (1955年)、1956年から高率補助適用）、能代市（能代大火（1956年）、同年から高率補助適用）、魚津市（魚津大火（1956年）、1957年から高率補助適用）

## 各地の防火建築帯の造成について

### 鳥取市
耐火建築促進法の成立直前の1952年4月17日に鳥取大火が発生し、大火の翌日には、建設省から中田次官、高谷課長、尚技官が現地を視察。耐火建築促進法の成立を受けて、同法に基づく事業の第一号の実施となった。事業化にあたっては地元の啓発ため、村井進・建設省建築防災課長他係官が鳥取を訪れている。また、前後して、東京大学建築学科教授・内田祥三も二度にわたり鳥取を訪問している（27.10.22/28.10.28）。鳥取市復興局長（池口）が対応している。昭和27年8月2日に防火建築帯に指定（告示1096号）され、同日より高率補助が適用された。

### 静岡市
防火建築帯の指定（昭和28年9月20日（告示819号））を受けて、呉服町通りにおいて 11 箇所の防火建築帯を施行（S32～38）。なお、紺屋町（準地下街を含む）では防災建築街区造成法に基づく防災建築街区造成６箇所を施行（S39～47）している。

### 沼津市（本町通り（アーケード名店街））

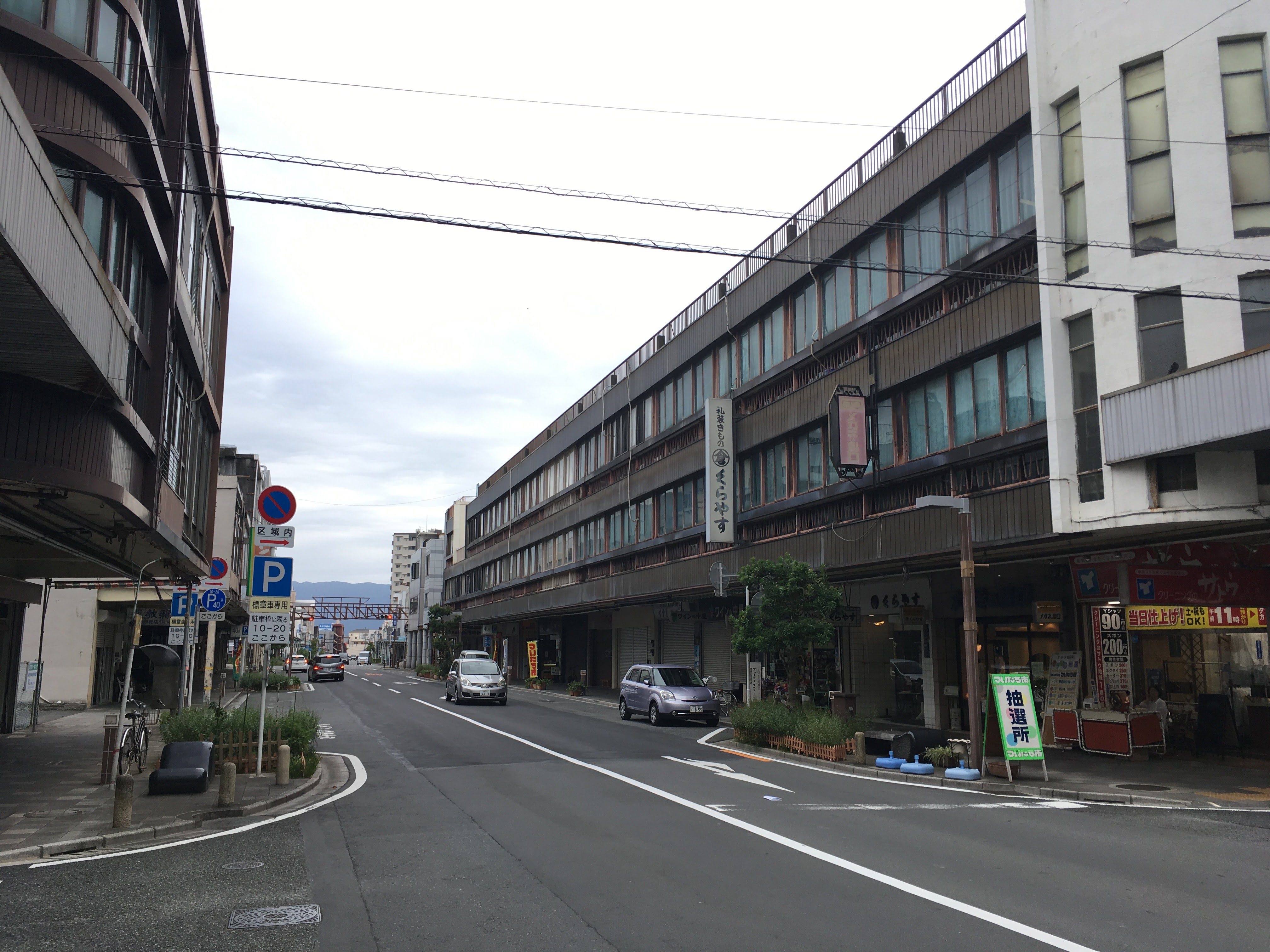
沼津市（本町通り（アーケード名店街））

防火建築帯の指定（昭和28年5月14日（告示819号））を受けて、本町通の沿道で事業を実施。建築家には今泉善一が起用された。今泉は、戦前大蔵省営繕管財局に入省しつつ活動家として収監されるなどの経歴をもち、1957年に日本不燃建築研究所を設立し各地の防火帯建築の設計をしている。本町通はもともと計画幅員20mであったが、１階部分をセットバックさせ幅員3.75m（両側で7.5m）の歩道状空地とし、これに車道12.5mを合わせて、道路上の空地として20mを確保することとしている。防火建築帯の造成に合わせて美観地区0.7haが指定され、この区間の本町通の街路は計画幅員12.5mに縮小している。セットバックした１階部分は、沼津市が普通財産として取得し、公共歩廊として整備し管理している。この上空2階以上は建築物となっている。これら、連続的な歩道空間を伴うまちなみ、店舗併用住宅の共同建築の実施などと合わせ美観地区としている。なお、平成17年の景観法の施行に伴い美観地区は廃止され、景観地区に移行している（ただし、市条例では「美観地区」としている。）。本町通りは、２階以上に建築物があることから「有階アーケード」ともいわれ、また、商店街は「アーケード街」「アーケード名店街」という名称を用いている。

### 横須賀市

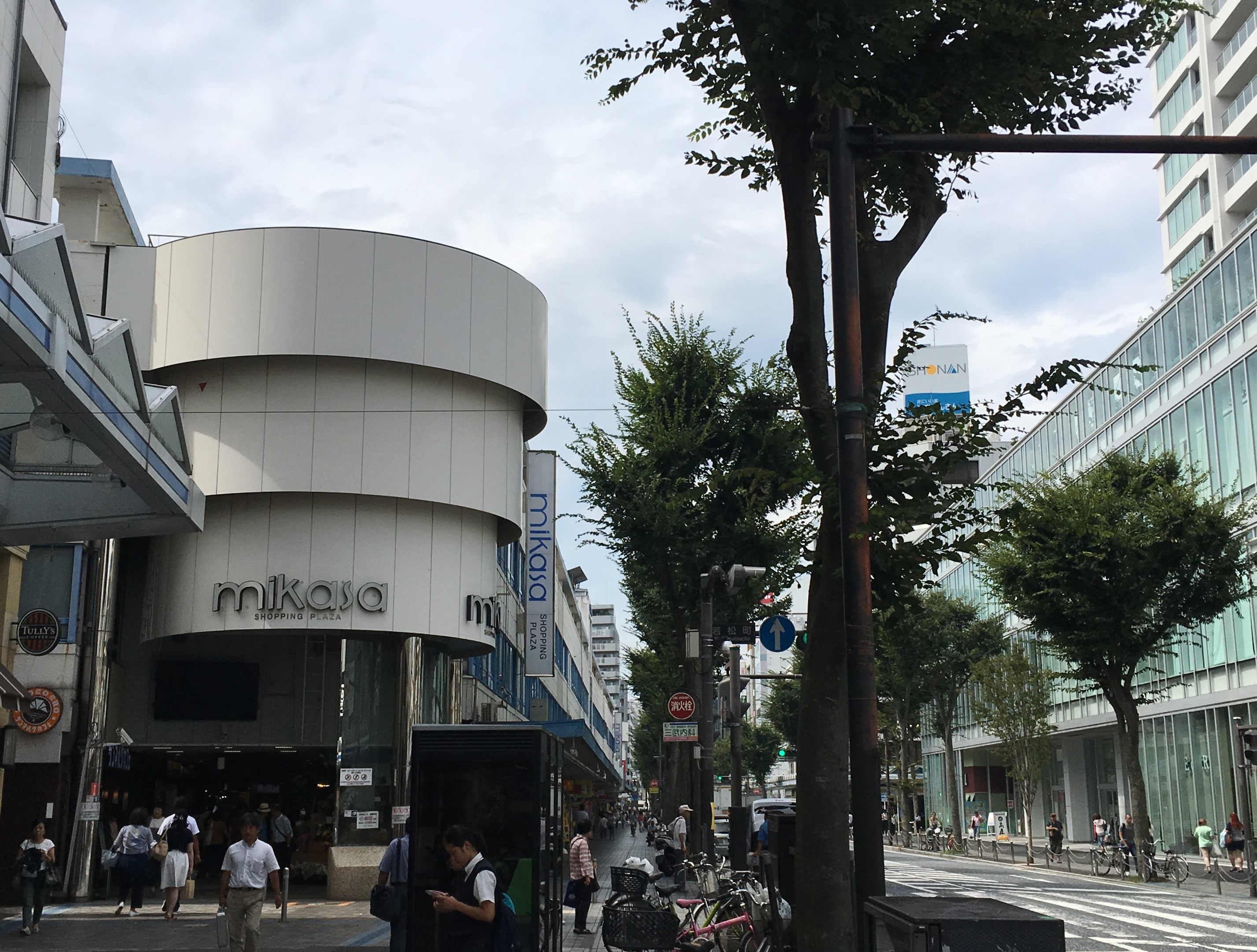
横須賀市（三笠ビル商店街）

防火建築帯の指定（昭和34年10月6日（告示1942号））を受けて、三笠通り商店街（約40店舗）を1棟の「三笠ビル」として共同建て替えたもの（昭和34年）。従前の三笠通り商店街は通産大臣賞を獲得する程の活況を呈していたが、それをあえて（他都市のような災害復旧や都市整備等の外部要因がなくても）建て替えたのは、地元が「新しい都市づくりのさきがけとなろうという意欲に燃えたった」こと、横須賀市市制50周年に当たり市の記念事業としての意味もあり、市と地元と一体となったことが理由とされている。防火帯造成事業として計画・設計されたものであるが「街区単位でまとめられ防災街区造成事業への萌芽がはっきりと認められるという点で、防火帯造成事業としての一つの頂点を示すとともに、防火帯から防災街区への一段階を示すみごとな道標」と評価されている。従前の道路をビル内に取り込んでおり、1階部分の通路は屋根がかけられているが、2階から上空は空地になっており、所有権は横須賀市である。また、共同施設として、無料休息室、事務室、会議室、電話交換設備、一括共同受電のための変電室を設ける等、他の防火帯造成による共同店舗よりも前進した計画になっていた。

### 高岡市（現存せず）
防火建築帯の指定（昭和30年5月6日（告示627号））を受けて、昭和35年度の防火帯造成事業として、高岡駅前の1棟の「高岡駅前ビル」が完成（昭和36年5月末）した。防火建築帯最後の年度に実施されたこの計画は、内容的にも型態的にも防火建築帯の限界を越え、昭和36年度から始まる防災建築街区としての姿を先取りして示していた。高岡市は昭和34年に着手した駅前広場の拡張事業にあたって、広場となる民有地約4,500平方メートルの代替地として拡張区域に隣接した私有地を開放し、ここに地下1階、地上3階の共同建築を計画した。高岡駅から「高岡駅前ビル」を通り、県道58号線（幅員25m）を横断する地下道を備えている。街区全体を面として造成するため、周囲の街路にそって奥行き11mの防災建築帯を指定し、この帯内に建築物を環状に配置している。これにより、防火帯からはずれる街区中心部は地階に達する吹き抜けの中庭となっている。防火帯の補助金を最大限に利用する苦肉の策とも取れないことはないが、この中庭が還状に配置された店舗に一体としてのまとまりを与えるとともに、地階店舗の利用価値を大きく高め、さらに二、三階の住宅部分の住環境をも引上げている設計の妙は大いに注目に価するものであった。
高岡駅前の象徴的存在であった「高岡駅前ビル」であるが、老朽化、また、2015年の北陸新幹線・高岡駅の開業に合わせた駅前の再開発により、惜しくも解体されてしまっている。

## 事業実施地区の現状
法成立後六十年以上が経ち、事業化され整備された建築物の老朽化が進んでいる。権利者が複数であり建替えが困難な状況にある。
鳥取市防火建築帯の一部はリノベーションされ、古い建築物を活かした新しい商業空間（MOBS FELLAS）に生まれ変わっている。また、鳥取市内の若桜街道戎町地区では「老朽化が進む一方で、建物の構造上個別の建替えは困難」との認識のもと、共同建替事業の検討を行っている。
静岡市呉服町通りでは 1 階は 90％以上が店舗として利用されており利用率が高い。一方で、建設から50 年以上が経過した現在、呉服町通りの防火建築帯では雨漏りや給排水管等各設備の不具合が生じている。造成当初の個人利用の使い方から現在ではチェーン店も入店しているため、利用が多様化し、設備が対応しきれなくなってきている。造成されてから主立った増改築もなく現存している防火建築帯は、現行の建築基準法における耐震性の条件を満たしておらず、既存不適格建物の状態になってしまっている。造成当時は 1，2 階を店舗として利用し、3，4 階は自分で住むという利用状況だったため、上階へのアプローチが 1階の店舗だけでもさほど大きな問題ではなかった。しかし商売をやめてビルを貸す際に 1階だけでよかったとしても、上階との切り離しが出来ないビルでは 1 階から 4 階までの 1 本貸しの状態になってしまい、2 階以上の階の未利用化が生じてしまっている。

## 防火地域との関係
防火地域内に指定される防火建築帯の指針として以下の内容の通知が発出されている。多くの都市が路線型の防火地域の奥行きを11mとしているのはこれによる。
○建都発第六五一号（昭和二十七年六月十七日）建設省都市局長住宅局長から各都道府県知事あて通達「防火地域指定について」
路線式の防火地域は集団式防火地域の設定が経済上困難な密集市街区域に施行するものとし通常幅員一一メートルをこえる幹線街路沿いで商業、業務用施設及び官公衙等の重要施設が集合する土地利用度の高い部分に対し街線境界線から両側に奥行一一メートルの範囲に計画するものとし特に防火上有効な広幅員の河川鉄道用地、駅前広場、広路との連繋につき留意すること。等